# 釜本莉奈
釜本 莉奈（かまもと りな、1991年3月12日 - ）は、舞夢プロ所属のタレント。主に、アナウンスを担当。元NHK岡山放送局、奈良テレビ、コミュニティテレビこもろ。奈良県宇陀市出身。

## 来歴・人物
奈良県宇陀市出身。帝塚山高等学校・神戸女学院大学卒業。
2013年にコミュニティテレビこもろに入社（長野県小諸市）。
2014年からは独立局の奈良テレビに入社し、
アナウンサーと記者（警察、司法、行政）を担当。
2017年3月に退社し、同年4月NHK岡山放送局に移籍。夕方のニュース番組「もぎたて！」でキャスターを務める。2019年3月結婚を機に退社。同年4月からは関西でフリーアナウンサーとして活動している。

## 現在の出演番組
- テレビ和歌山6wakaイブニング WTVニュース　木曜日

- J:COMデイリーニュース北摂　月・金曜日

- J:COM ジモト応援！兵庫つながるNews 月曜日

- J:COM吹田市広報番組「お元気ですか！市民のみなさん」